# Teatr monumentalny
Teatr monumentalny, teatr ogromny – koncepcja tworzenia spektaklu jako widowisko teatralne, obejmujące wszelkie składniki spektaklu: tekst, reżyseria, scenografia. Zauważona przez Leona Schillera w 1909 roku, idea wywodzi się od Adama Mickiewicza i jest kontynuowana przez Stanisława Wyspiańskiego.
Mickiewicz w 1843 roku we Francji postulował o utworzenie teatru stanowiącego przeciwieństwo salonów i buduarów teatru mieszczańskiego. Teatr monumentalny miał być według Mickiewicza teatrem docierającym do wszystkich warstw społecznych, przeznaczony dla masowej widowni, zreformowany dzięki scenografii i oświetleniu, przeniesiony z tradycyjnych budowli teatralnych. Wyspiański w tym celu chciał wybudować amfiteatr na Wawelu. Była to koncepcja wzbogacenia Wielkiej Reformy Teatru o nowatorskie tendencje międzywojennej awangardy, położenie nacisku na polityczne i społeczne zadania teatru. Repertuar miał być wybitny, przemyślany, ku pokrzepieniu serc. Koncepcja teatru monumentalnego w latach międzywojennych była nowatorskim i oryginalnym, zrealizowanym dziełem, stanowiącym najważniejsze osiągnięcie naszego teatru.

## Spektakle zaliczane do teatru monumentalnego
- Krakowiacy i górale
- Achilles
- Dziady
- Nie-Boska komedia
- Kordian
- Samuel Zborowski
- Sen srebrny Salomei
- Ksiądz Marek
- Kniaź Patiomkin
- Róża
- Odprawa posłów greckich